# Kreis Schmölln
Der Kreis Schmölln war ein Landkreis im Bezirk Leipzig der DDR. Von 1990 bis 1994 bestand er als Landkreis Schmölln im Land Thüringen fort. Sein Gebiet liegt heute im Landkreis Altenburger Land in Thüringen. Der Sitz der Kreisverwaltung befand sich in Schmölln.

## Geographie

### Lage
Den dreieckigen Südzipfel des Bezirks Leipzig ausfüllend, hatte der Kreis Schmölln gemeinsame Grenzen zu den Bezirken Halle, Gera und Karl-Marx-Stadt. Die Gemeinde Jonaswalde war die südlichste des Bezirks Leipzig (Ortsteil Nischwitz).

### Nachbarkreise
Der Kreis Schmölln grenzte im Uhrzeigersinn im Norden beginnend an die Kreise Altenburg, Glauchau, Werdau, Gera-Land und Zeitz.

### Naturraum
Das Kreisgebiet reichte vom Sächsischen Hügelland bis in die Randhöhen des Thüringer Schiefergebirges. Dementsprechend stieg die flachwellige und weitgehend waldfreie Landoberfläche nach Süden von 220 auf 352 m bei Nischwitz (höchster Punkt) an. Die Täler der Sprotte und Pleiße gliederten mit ihren vielen kleinen Zuflüssen die Hochfläche. Lehmböden leiteten zum Mittelsächsischen Lößlehmgebiet östlich der Pleiße über. Nach Süden wird der Lößlehm sandiger und steinhaltiger.

## Geschichte
Durch das Gesetz über die weitere Demokratisierung des Aufbaus und der Arbeitsweise der staatlichen Organe in den Ländern in der Deutschen Demokratischen Republik vom 23. Juli 1952 kam es in den noch bestehenden fünf Ländern der DDR zu einer umfangreichen Kreisreform. So wurden am 25. Juli 1952 die Länder aufgelöst und 14 Bezirke eingerichtet. Hierbei wurden traditionelle Kreise aufgelöst oder in kleinere Kreise gegliedert, wobei es auch über die Grenzen der ehemaligen 5 Länder hinweg zu Gebietsänderungen kam. Der Kreis Schmölln – aus dem Landkreis Altenburg abgespalten und um einige Gemeinden aus Nachbarkreisen erweitert – wurde dem Bezirk Leipzig zugeordnet, Kreissitz wurde die Stadt Schmölln.
Folgende 50 Gemeinden trugen 1952 zur Kreisbildung bei:
- 30 Gemeinden aus dem Landkreis Altenburg (Thüringen):

Altkirchen, Bornshain, Dobitschen, Dobra, Drogen, Göldschen, Göllnitz, Gößnitz (Stadt), Großmecka, Großstöbnitz, Köthel, Lumpzig, Mehna, Pfarrsdorf, Podelwitz, Ponitz, Prehna, Röthenitz, Schloßig, Schmölln (Stadt), Taupadel, Thonhausen, Trebula, Untschen, Weißbach, Wildenbörten, Zehma, Zschöpperitz, Zumroda und Zürchau;
- 16 Gemeinden aus dem Landkreis Gera (Thüringen):

Beerwalde, Braunichswalde, Drosen, Gauern, Heukewalde, Jonaswalde, Linda b. Weida, Löbichau, Nischwitz, Nöbdenitz, Paitzdorf, Posterstein, Reichstädt, Rückersdorf, Selka und Vollmershain;
- Gösau, Grünberg und Heyersdorf aus dem Landkreis Zwickau (Sachsen) sowie

- Bröckau und Naundorf aus dem Landkreis Zeitz (Sachsen-Anhalt).

Durch Umgliederungen über Kreisgrenzen und Gemeindegebietsveränderungen sank die Zahl der Gemeinden von anfänglich 49 bis auf 22 bei Auflösung des Kreises Ende Juni 1994:
- 4. Dezember 1952 Umgliederung von Gauern, Linda b. Weida, Paitzdorf, Reichstädt und Rückersdorf aus dem Kreis Schmölln in den Kreis Gera
- 4. Dezember 1952 Umgliederung von Braunichswalde und Gösau aus dem Kreis Schmölln in den Kreis Werdau
- 1. Januar 1956 Rückgliederung von Bröckau (ohne den Ortsteil Braunshain) aus dem Kreis Schmölln in den Kreis Zeitz
- 1. Januar 1956 Umgliederung des Ortsteiles Braunshain der Gemeinde Bröckau in Lumpzig
- 1. Januar 1957 Umgliederung von Köthel aus dem Kreis Schmölln in den Kreis Glauchau
- 1. Januar 1957 Umgliederung von Naundorf aus dem Kreis Schmölln in den Kreis Altenburg
- 1. Januar 1957 Eingliederung von Prehna in Lumpzig
- 1. Januar 1957 Eingliederung von Göldschen in Röthenitz
- 3. August 1961 Eingliederung von Drosen in Löbichau
- 25. August 1961 Eingliederung von Röthenitz und Trebula in Altkirchen
- 25. August 1961 Eingliederung von Bornshain in Taupadel
- 1. Januar 1971 Eingliederung von Dobra (bis 24. Juli 1952 Hartroda) in Wildenbörten
- 28. August 1973 Eingliederung von Zschöpperitz in Göllnitz
- 1. November 1973 Eingliederung von Pfarrsdorf in die Stadt Gößnitz
- 1. November 1973 Eingliederung von Großmecka und Zumroda in Podelwitz
- 1. November 1973 Eingliederung von Grünberg in Ponitz
- 1. November 1973 Eingliederung von Selka in Weißbach
- 1. November 1973 Eingliederung von Zürchau in Zehma
- 1. Januar 1974 Eingliederung von Beerwalde in Löbichau
- 1. Januar 1974 Eingliederung von Untschen in Nöbdenitz
- 1. Januar 1974 Eingliederung von Schloßig in die Stadt Schmölln
- 1. April 1974 Eingliederung von Nischwitz in Jonaswalde
- 8. März 1994 Eingliederung von Weißbach in die Stadt Schmölln

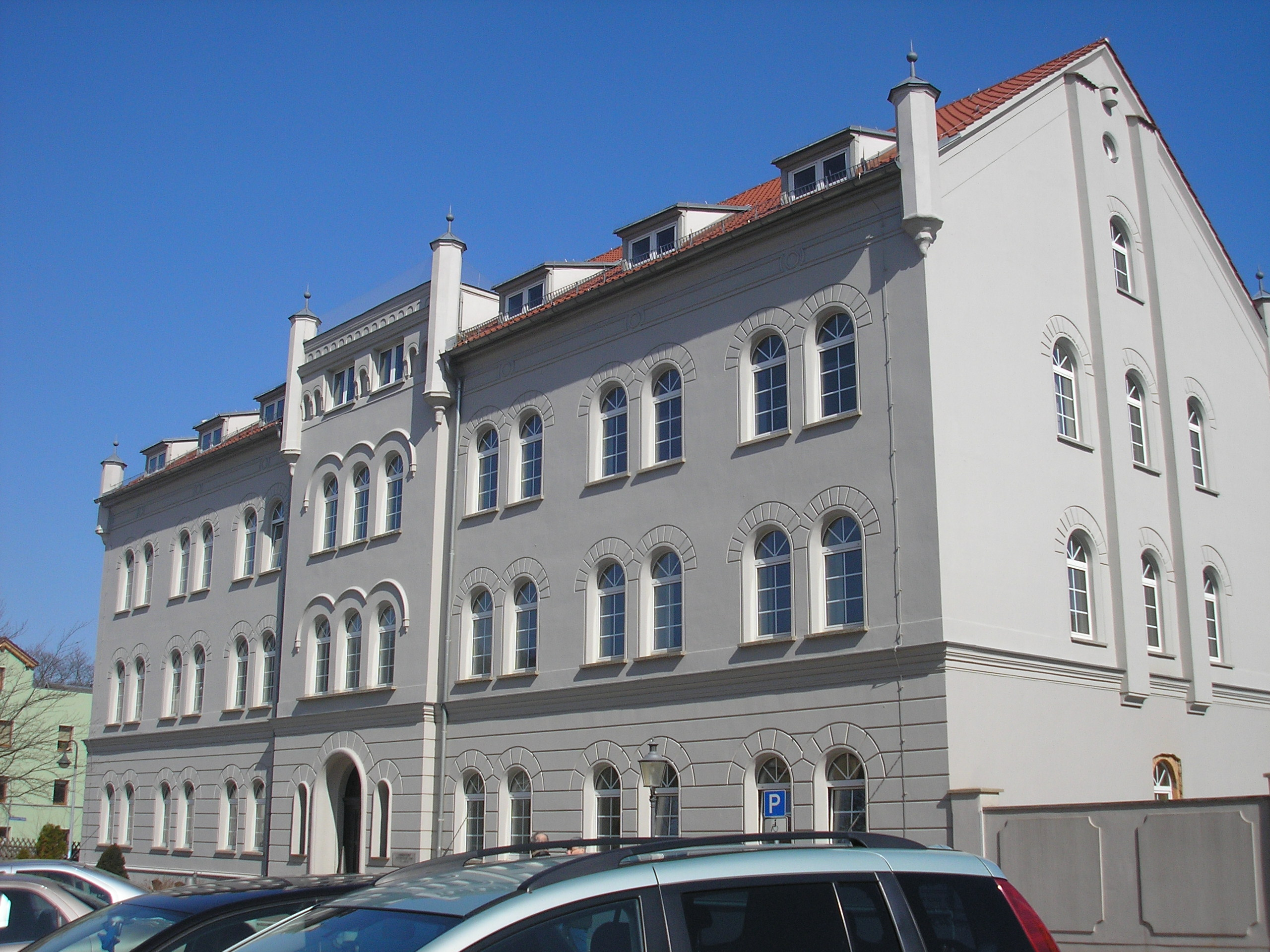
Rat des Kreises und späteres Landratsamt

Am 17. Mai 1990 wurde der Kreis in Landkreis Schmölln umbenannt. Zur Wiedervereinigung wurde der Kreis durch das Ländereinführungsgesetz dem wiedergegründeten Land Thüringen zugesprochen. Bei der Thüringer Kreisreform wurde er am 1. Juli 1994 in den Landkreis Altenburger Land eingegliedert.

## Politik

### Landrat
Einziger Landrat des Kreises war der CDU-Politiker Burghardt Böttcher, von 1990 bis 1994.

## Kultur und Sehenswürdigkeiten
- Ernst-Agnes-Turm Schmölln – Wahrzeichen der Stadt
- Innenstadt Schmölln mit Kirche, Rathaus und Stadtmauer
- Renaissanceschloss Ponitz
- Kirche Ponitz mit Silbermannorgel (1734–1737)
- 1000-jährige Eiche Nöbdenitz
- Wasserschloss Dobitschen aus dem Barock
- Burg Posterstein
- Park und Schloss Tannenfeld
- Schloss Löbichau
- Bockwindmühle Lumpzig
- Fachwerkhaus Gieba
- Dorfmuseum Altkirchen (mit Heimatstube)

## Wirtschaft und Verkehr
Die Bedeutung der Landwirtschaft im Kreis wurde durch entsprechende Betriebe in der Kreisstadt (Getreidetrocknungsanlage, Milchviehanlage für 2000 Rinder, Agrochemisches Zentrum, Kreisbetrieb für Landtechnik) unterstrichen. Schmölln und Gößnitz waren außerdem Standorte einer vielseitigen Industrie (Maschinenbau, Präzisionswerkzeuge, Knöpfe, Schuhe, Bürsten, Holzwaren, Pharmazeutika, Pumpen, Webwaren, Spielwaren). Die Industrialisierung wurde durch den Eisenbahnbau ab 1844 gefördert. Schmölln liegt an der Hauptbahnstrecke Leipzig-Altenburg-Gera und an der F 7 von Altenburg nach Gera. Im Osten des Kreises führte die F 93 durch Gößnitz. Die Stadt wurde 1865 zum Bahnknotenpunkt der Linie Leipzig-Hof mit den Strecken nach Chemnitz und Gera. Im Süden des Kreisgebietes bestand mit der Abfahrt Ronneburg ein Anschluss an die Autobahn 4, die Anschlussstelle Schmölln wurde erst 1993 freigegeben.

## Bevölkerungsdaten der Städte und Gemeinden
Bevölkerungsübersicht aller 23 Gemeinden des Kreises, die 1990 in das wiedergegründete Land Thüringen kamen.
| TGS    | AGS      | Gemeinde           | Einwohner  | Einwohner  | Fläche (ha) |
| TGS    | AGS      | Gemeinde           | 03.10.1990 | 31.12.1990 | 31.12.1990  |
| 131001 | 16037010 | Altkirchen         | 1.350      | 1.337      | 2.005       |
| 131003 | 16037030 | Dobitschen         | 698        | 699        | 655         |
| 131005 | 16037050 | Drogen             | 170        | 165        | 426         |
| 131006 | 16037060 | Göllnitz           | 378        | 374        | 506         |
| 131007 | 16037070 | Gößnitz, Stadt     | 5.144      | 5.107      | 1.404       |
| 131009 | 16037090 | Großstöbnitz       | 870        | 861        | 646         |
| 131011 | 16037110 | Heukewalde         | 218        | 216        | 589         |
| 131012 | 16037120 | Heyersdorf         | 179        | 181        | 378         |
| 131013 | 16037130 | Jonaswalde         | 365        | 362        | 666         |
| 131014 | 16037140 | Löbichau           | 1.268      | 1.261      | 1.673       |
| 131015 | 16037150 | Lumpzig            | 719        | 713        | 1.074       |
| 131016 | 16037160 | Mehna              | 422        | 419        | 469         |
| 131018 | 16037180 | Nöbdenitz          | 1.218      | 1.200      | 1.001       |
| 131020 | 16037200 | Podelwitz          | 798        | 794        | 1.457       |
| 131021 | 16037210 | Ponitz             | 1.984      | 1.978      | 1.704       |
| 131022 | 16037220 | Posterstein        | 370        | 369        | 553         |
| 131024 | 16037240 | Schmölln, Stadt    | 12.045     | 12.098     | 2.598       |
| 131026 | 16037260 | Taupadel           | 390        | 387        | 695         |
| 131027 | 16037270 | Thonhausen         | 683        | 681        | 943         |
| 131029 | 16037290 | Vollmershain       | 307        | 304        | 500         |
| 131030 | 16037300 | Weißbach           | 688        | 688        | 903         |
| 131031 | 16037310 | Wildenbörten       | 413        | 414        | 781         |
| 131032 | 16037320 | Zehma              | 633        | 631        | 771         |
| 131000 | 16037000 | Landkreis Schmölln | 31.310     | 31.239     | 22.397      |

## Kfz-Kennzeichen
Den Kraftfahrzeugen (mit Ausnahme der Motorräder) und Anhängern wurden von etwa 1974 bis Ende 1990 dreibuchstabige Unterscheidungszeichen, die mit dem Buchstabenpaar SX begannen, zugewiesen. Die letzte für Motorräder genutzte Kennzeichenserie war SY 60-01 bis SY 80-00.
Anfang 1991 erhielt der Landkreis das Unterscheidungszeichen SLN. Es wurde bis zum 31. Januar 1995 ausgegeben. Seit dem 29. November 2012 ist es im Landkreis Altenburger Land erhältlich.